# 加斯森林博物館
加斯森林博物馆是位於印度泰米爾納德邦哥印拜陀的自然歷史博物館，是該邦最早成立的森林博物館。

## 歷史

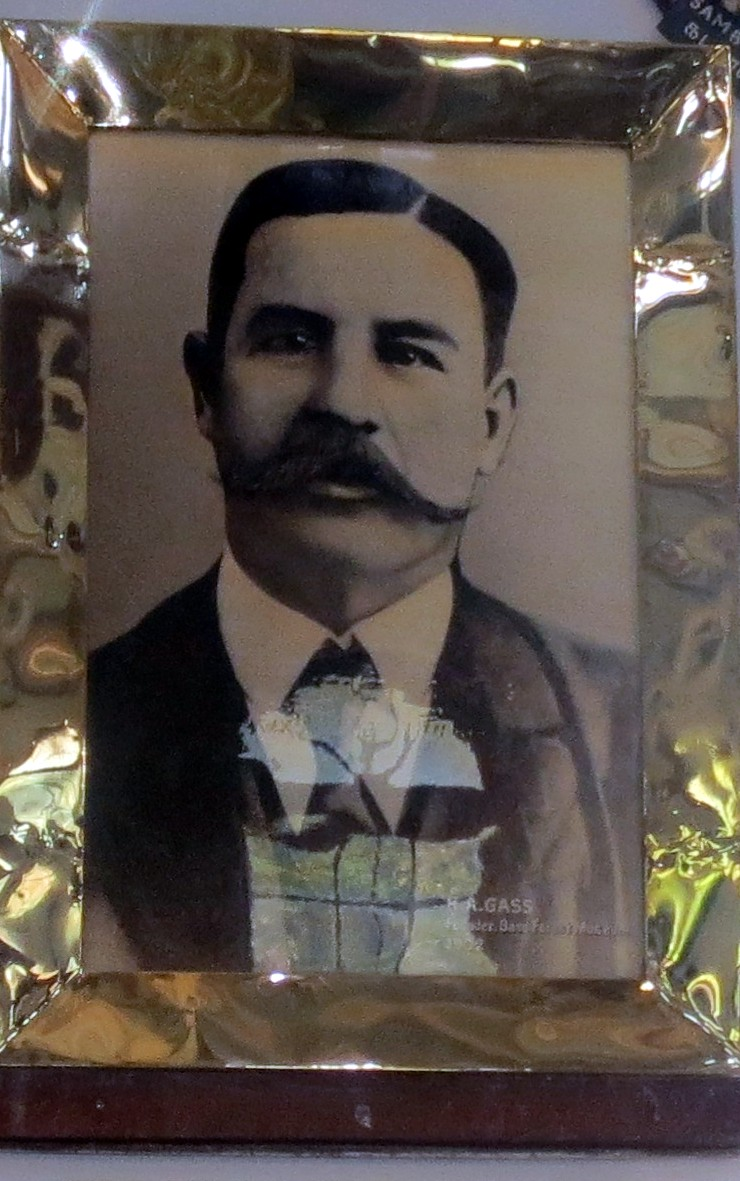
博物馆创始人霍勒斯·阿里奇博尔德·加斯的肖像

19世纪末，英屬印度马德拉斯省的森林保护员JA Gamble曾尝试在省內成立一座森林博物館。1902年，Gamble的繼任者霍勒斯·阿里奇博尔德·加斯延續此事，並順利在當年4月時讓博物館對外開放。
當時博物館稱作哥印拜陀森林博物馆，1905年加斯退休後，祭任館長以加斯維明重新命名這座博物館。該館曾在1905、1915年擴建，1912年時马德拉斯林业学院（今泰米尔纳德邦森林学院）在館內成立。
該館在第二次世界大战期間閉館，並轉為自马耳他、希腊撤離者的避難所。1947年印度獨立後，博物館轉由泰米爾納德邦政府。現今該館由林木遺傳育種研究所管理。
博物館在2015年時曾經過翻新，並新增動物與棲息地的模型。

## 地点
博物馆位于哥印拜陀市中心的泰米爾納德邦森林學院校區內，校區內還有學院的森林遗传与树木育种研究所、中央国家森林服务学院及泰米尔纳德邦林业部的辦事處。

## 相片
该博物馆保存的标本：

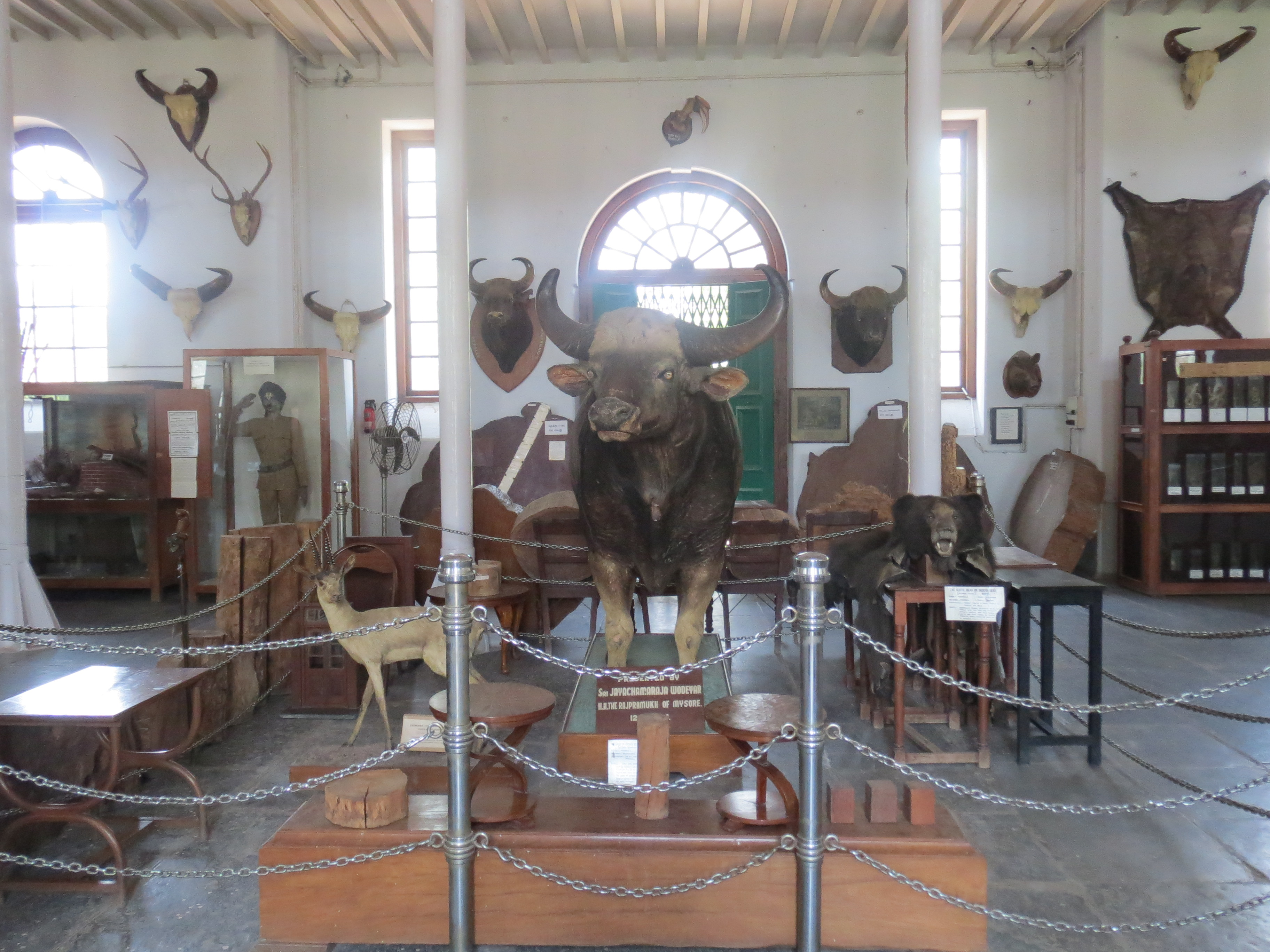
印度野牛
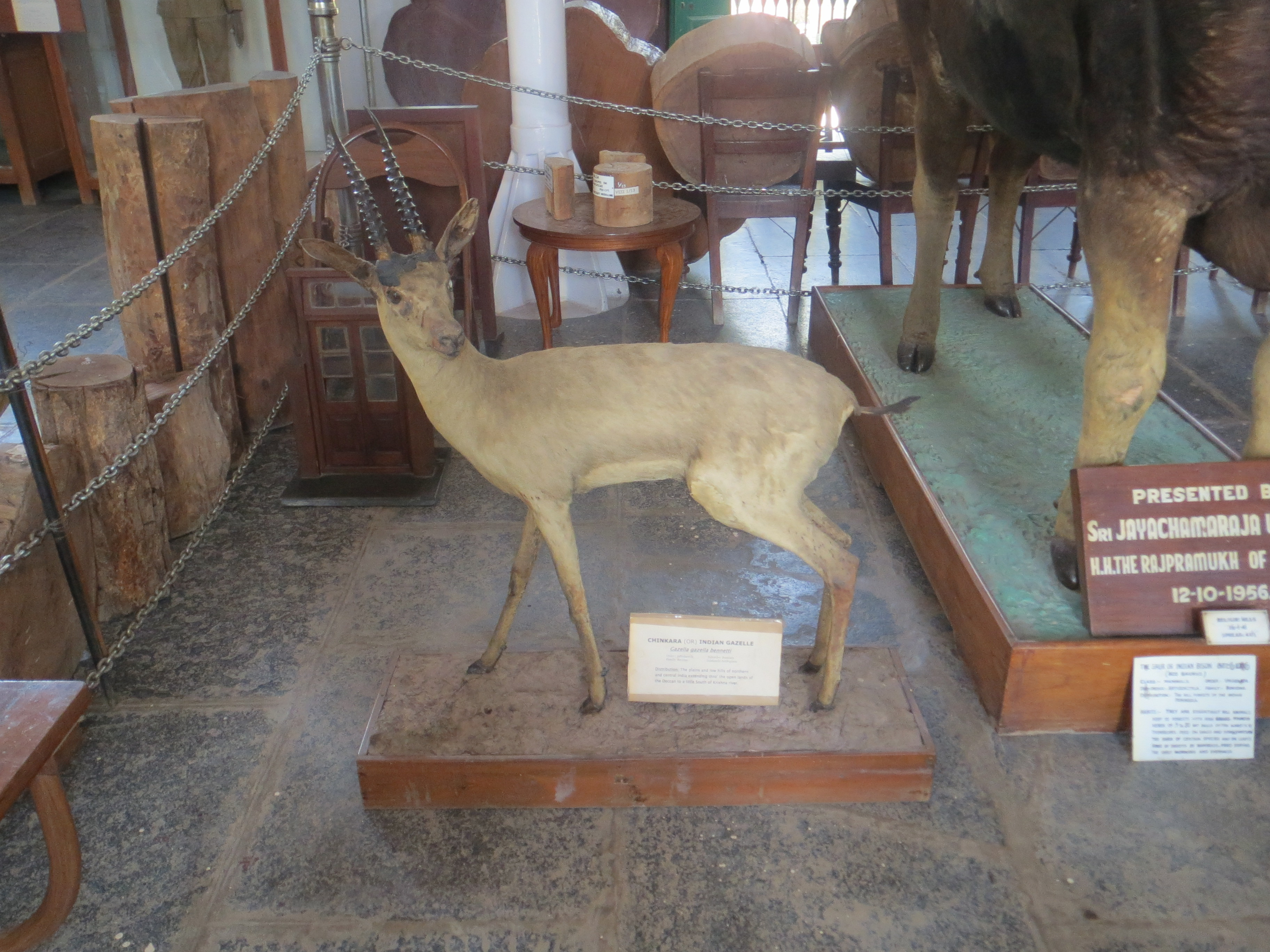
印度瞪羚
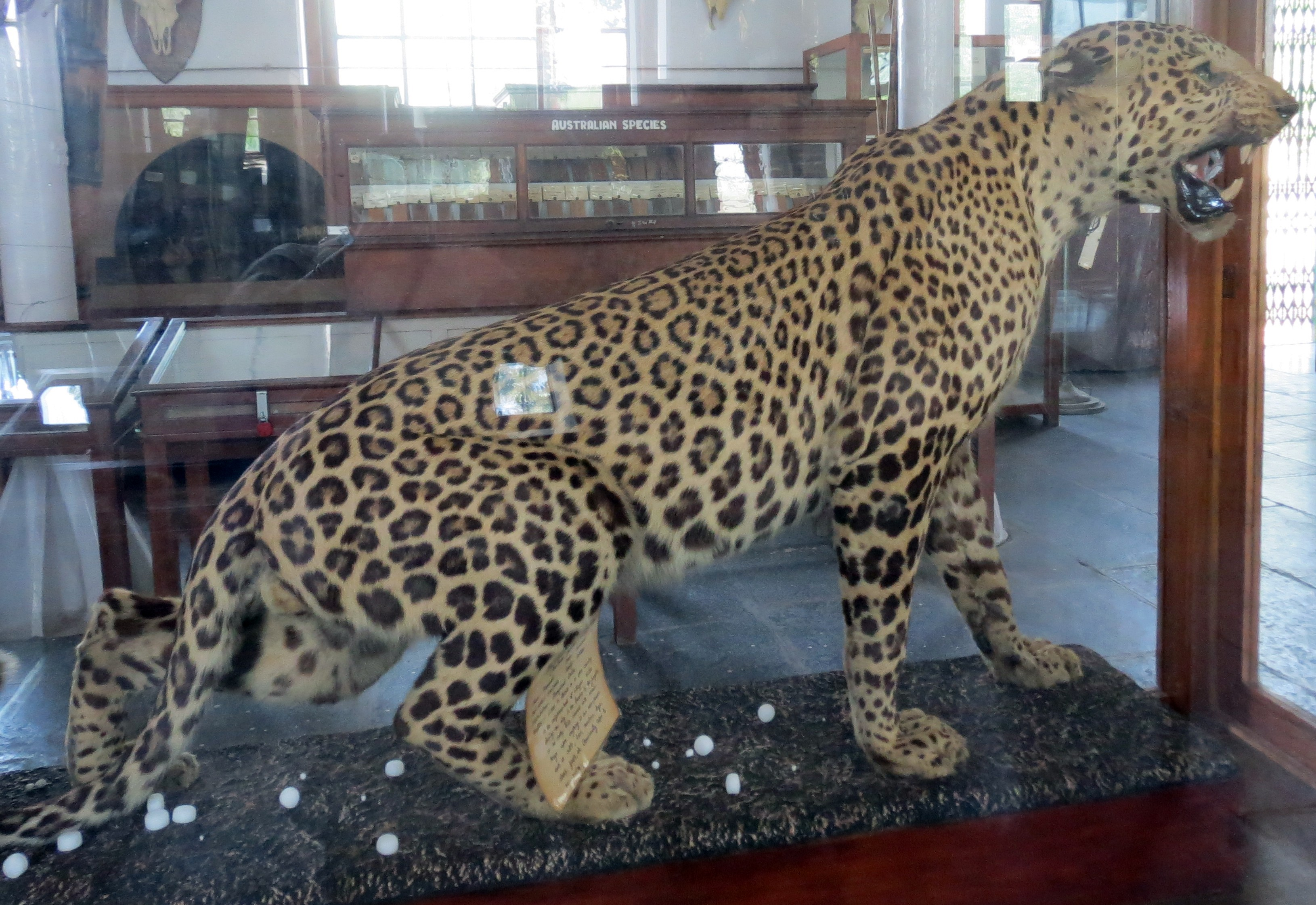
豹标本
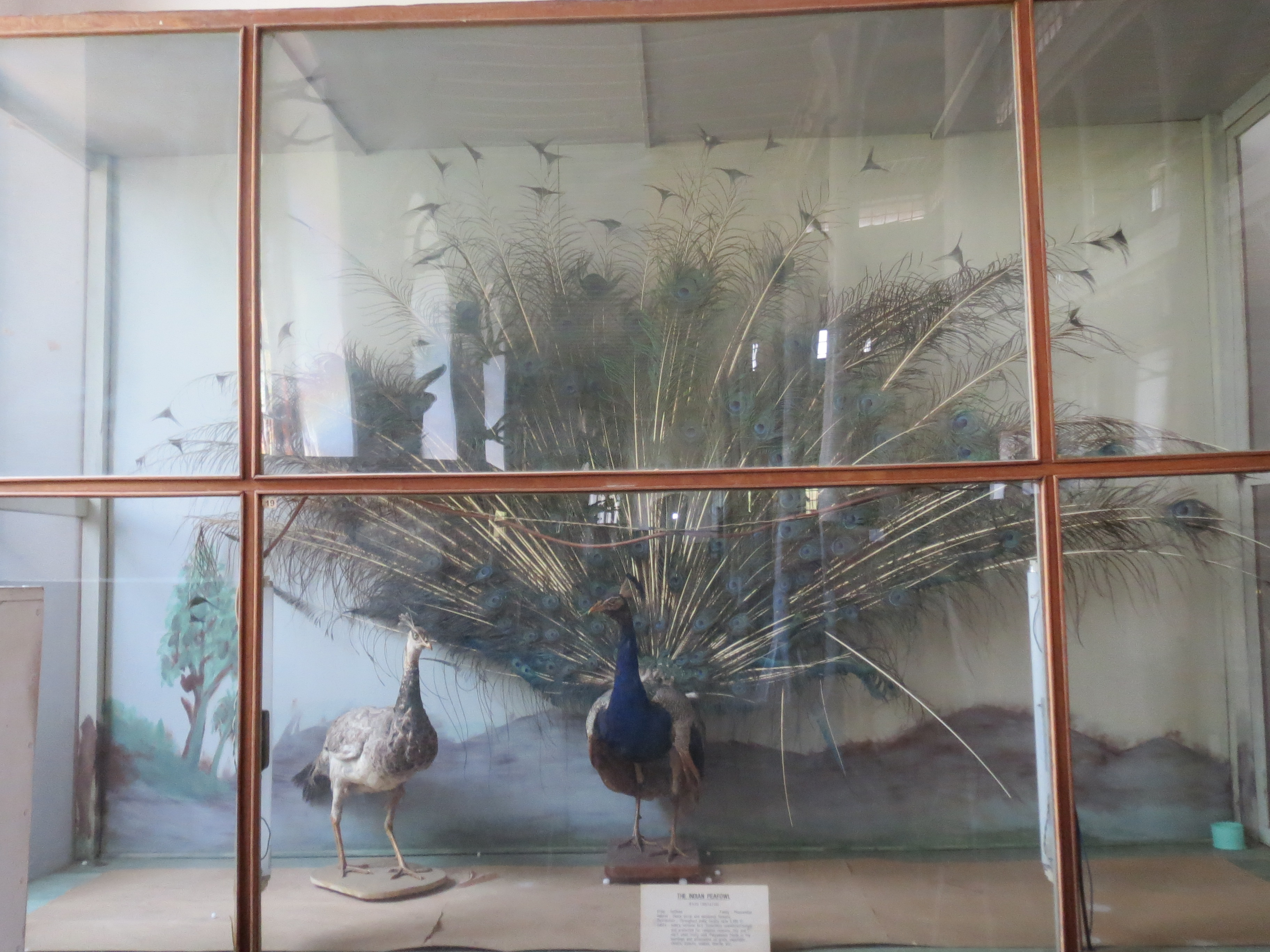
孔雀标本
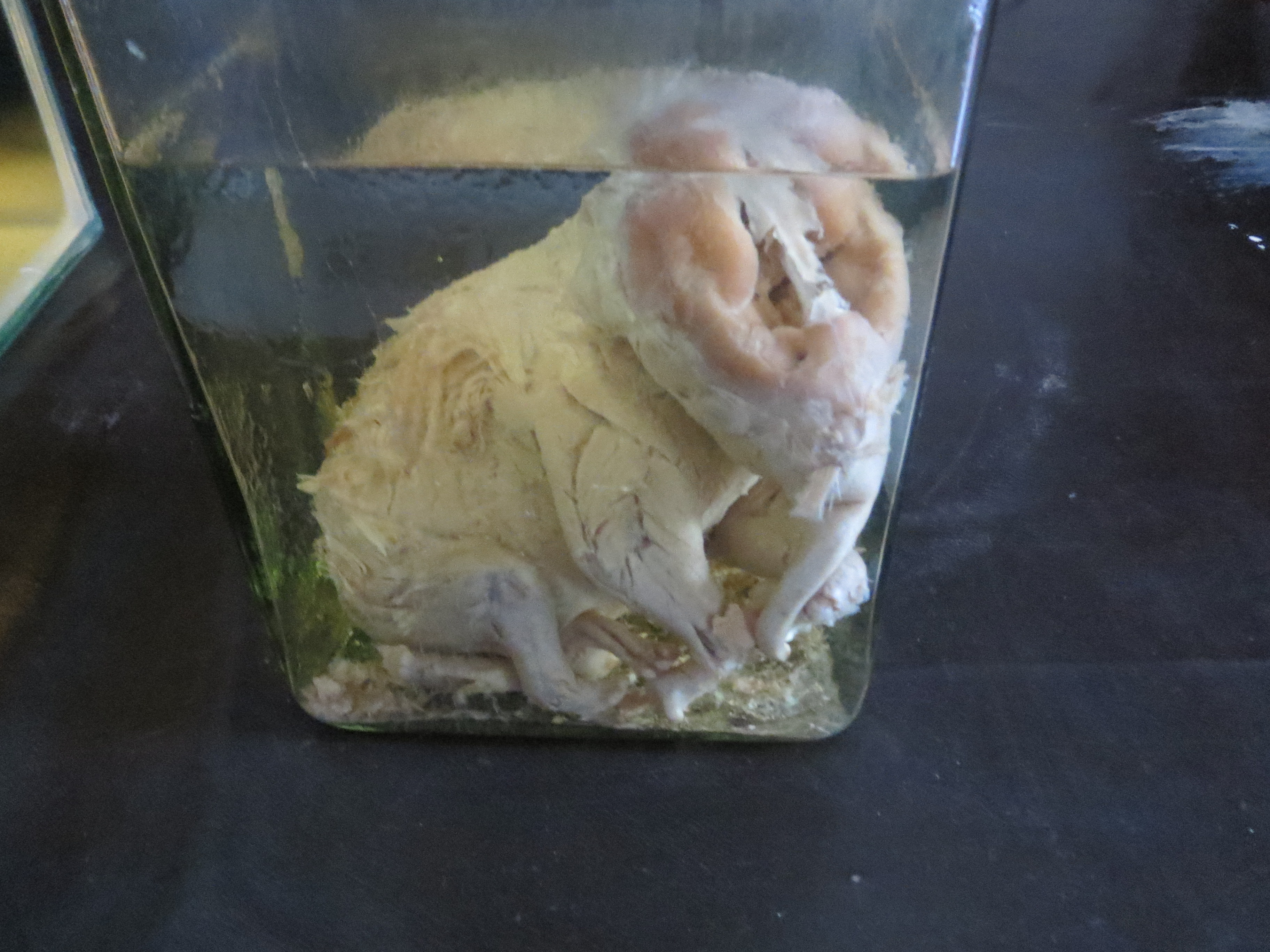
由 V. Krishnamurthy（英语：V. Krishnamurthy (veterinarian)）捐贈的大象胎兒標本
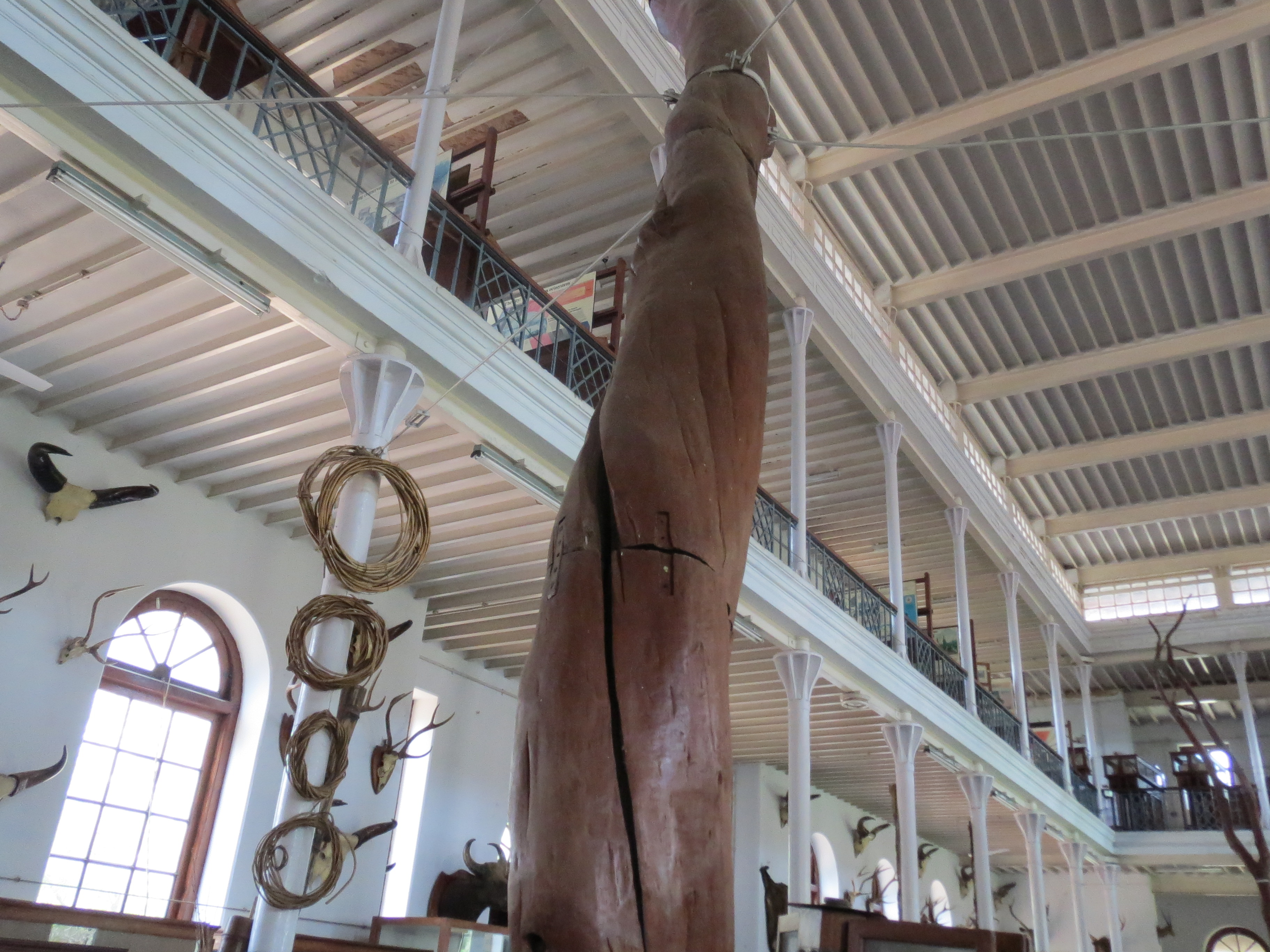
经过干燥处理的檀香树干
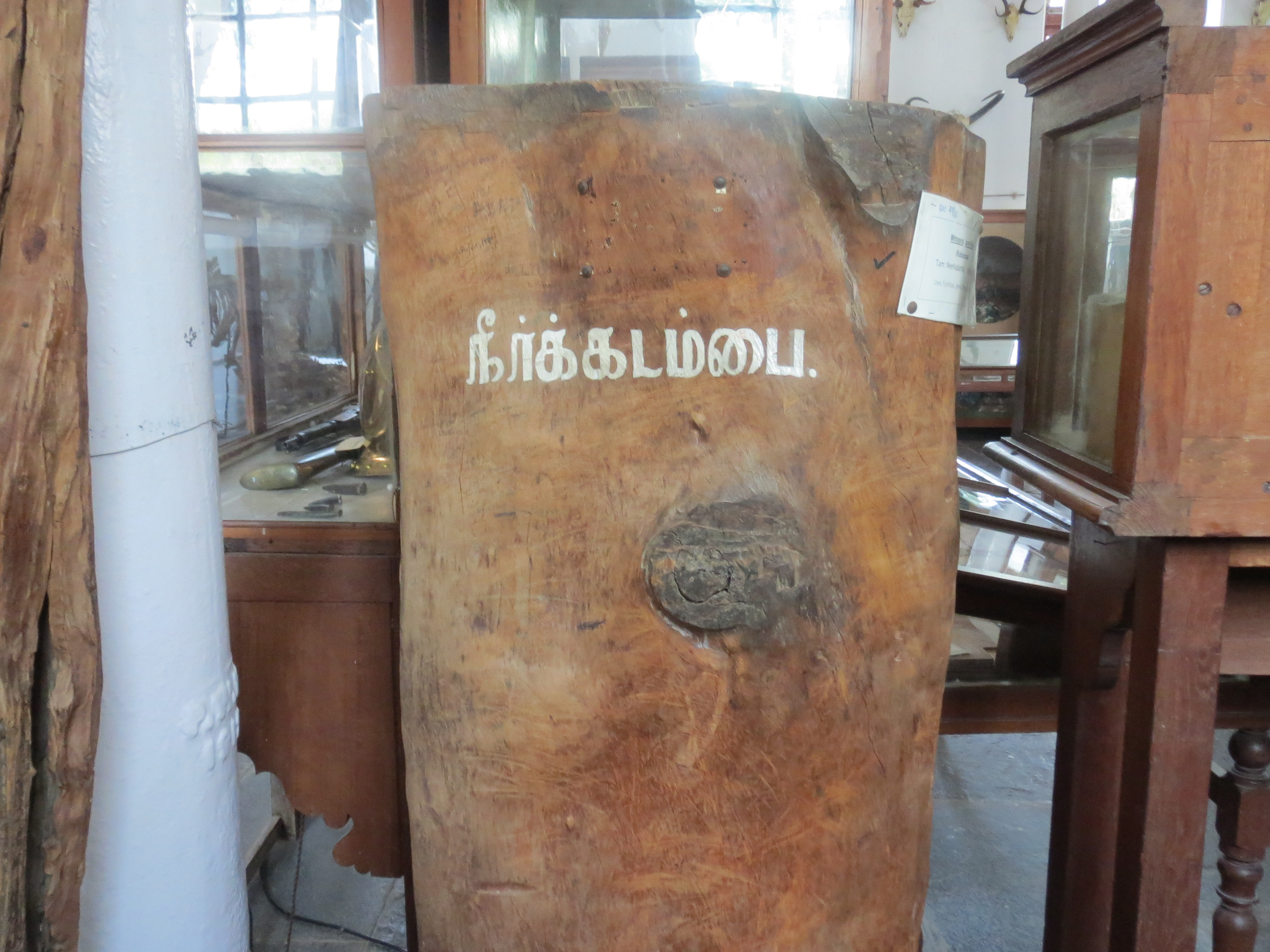
树干标本